# هوری توشیکاتا
هوری توشیکاتا (به ژاپنی: 堀 利堅 ほり としかた); تولد نامشخص – ۱۴ دسامبر ۱۸۶۴) سامورایی، هاتاموتو اهل ژاپن بود.